# Віктор Родрігес Соріа
Віктор Родрігес Соріа (кат. Víctor Rodríguez Soria, нар. 7 вересня 1987) — андоррський футболіст, захисник клубу «Санта-Колома».
Виступав, зокрема, за клуби «Санта-Колома» та «УЕ Санта-Колома», а також національну збірну Андорри.

## Клубна кар'єра
У дорослому футболі дебютував 2005 року виступами за команду клубу «Санта-Колома», в якій провів п'ять сезонів.
Своєю грою за цю команду привернув увагу представників тренерського штабу клубу «УЕ Санта-Колома», до складу якого приєднався 2010 року. Відіграв за команду із селища Санта-Колома наступні п'ять сезонів своєї ігрової кар'єри.
До складу клубу «Санта-Колома» повернувся 2015 року.

## Виступи за збірну
У 2008 році дебютував в офіційних матчах у складі національної збірної Андорри. Наразі провів у формі головної команди країни 14 матчів.

## Титули і досягнення
- Чемпіон Андорри (7):

Санта-Колома: 2007-08, 2009-10, 2014-15, 2015-16, 2016-17, 2017-18, 2018-19
- Володар Кубка Андорри (5):

Санта-Колома: 2006, 2007, 2009, 2018
Уніо Еспортива: 2013
- Володар Суперкубка Андорри (4):

Санта-Колома: 2007, 2008, 2015, 2017